# Lotus Seven
El Lotus Seven es un automóvil deportivo de techo abierto y dos asientos, fabricado por Lotus Cars (inicialmente llamada Lotus Engineering) entre los años 1957 y 1975. A partir de 1974 es fabricado por la marca Caterham hasta el presente como el Caterham Seven.

## Lotus Seven

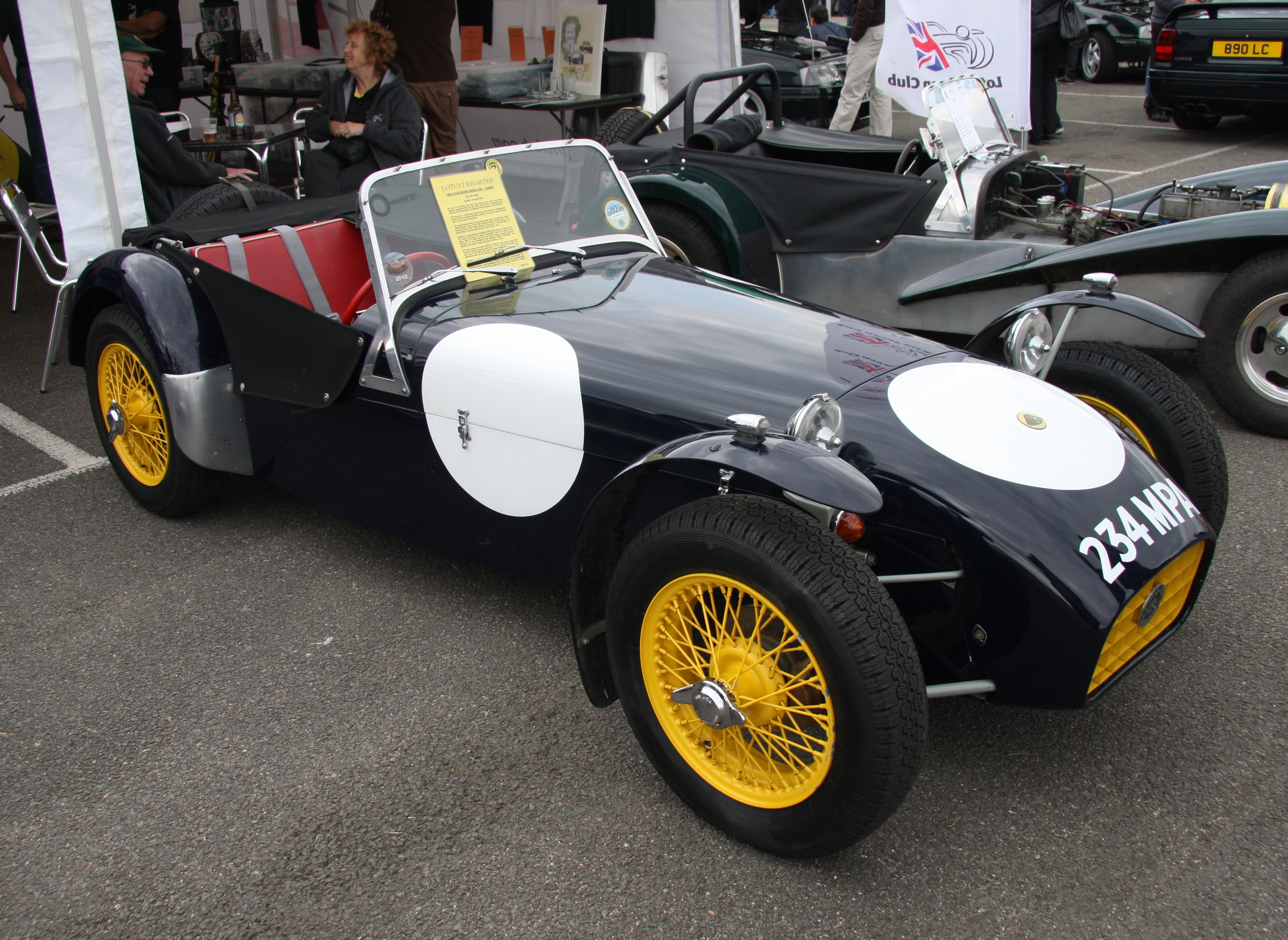
Lotus Seven Series 1, desde 1957 a 1960.

Fue diseñado por el fundador de Lotus, Colin Chapman, y ha sido considerado la personificación de la filosofía de Lotus de alcanzar el buen rendimiento a través de la ligereza y la simplicidad. El modelo original fue muy exitoso, con más de 2500 unidades vendidas, debido a que era un automóvil de calle que podía ser usado en competición. El automóvil tiene un diseño sencillo, con un chasis tubular forrado en aluminio, lo que lo hace extremadamente liviano.
En 1973 Colin Chapman vendió la licencia y el utillaje del Seven de su fábrica Lotus al entonces concesionario de la marca Caterham Cars.

## Caterham Seven

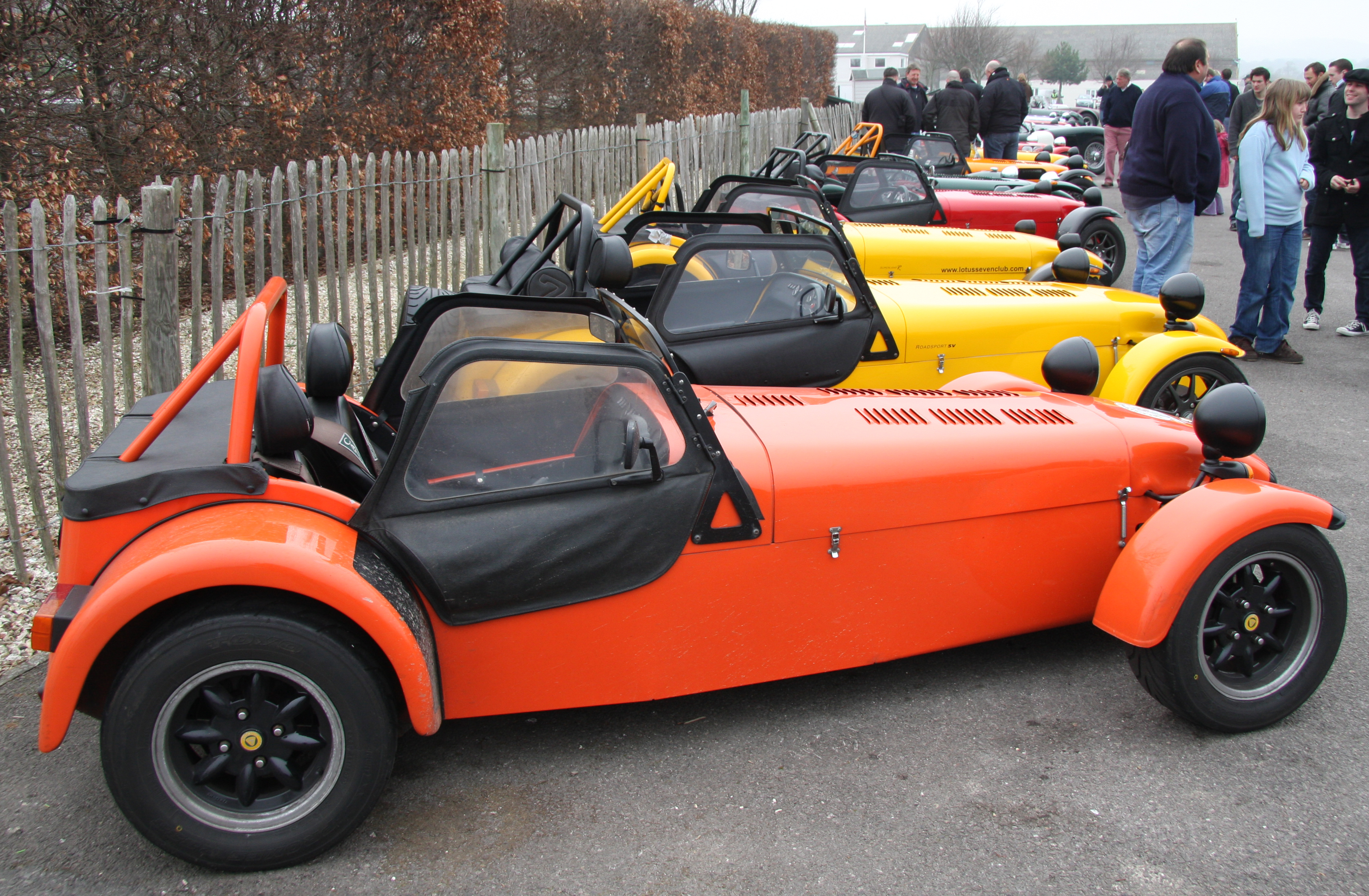
Catherham Seven, en la actualidad.

En 1974 el nuevo propietario de la licencia, Caterham Cars, comienza la fabricación de los Seven bajo la marca Caterham hasta el presente.
En su versión más potente, el Caterham Seven R500, se ubicó sexto en los tiempos de las pruebas de pista estandarizado que realiza el popular programa inglés Top Gear de la BBC, venciendo a automóviles superdeportivos como el Bugatti Veyron, el Pagani Zonda F, el Maserati MC12, el Lamborghini Murciélago LP670-4 SV, el Lamborghini Gallardo LP560-4, o el Porsche 997 GT2, entre otros.
Contrariamente a lo que se piensa, estos vehículos no son réplicas, sino originales construidos bajo licencia y con la Marca Caterham.

## Los Lotus Seven argentinos
Entre 1970 y 1975, tras un acuerdo de representación, Lotus Argentina S.A. obtuvo la licencia para la fabricación del Lotus Seven en Argentina. Esta producción alcanzó aproximadamente las 47 unidades.
Estos vehículos no eran réplicas, sino originales construidos bajo licencia y marca Lotus, siendo estos los únicos Lotus Seven legítimos construidos fuera de Inglaterra, y por lo tanto pueden llevar legítimamente el emblema de Lotus.

## Réplicas

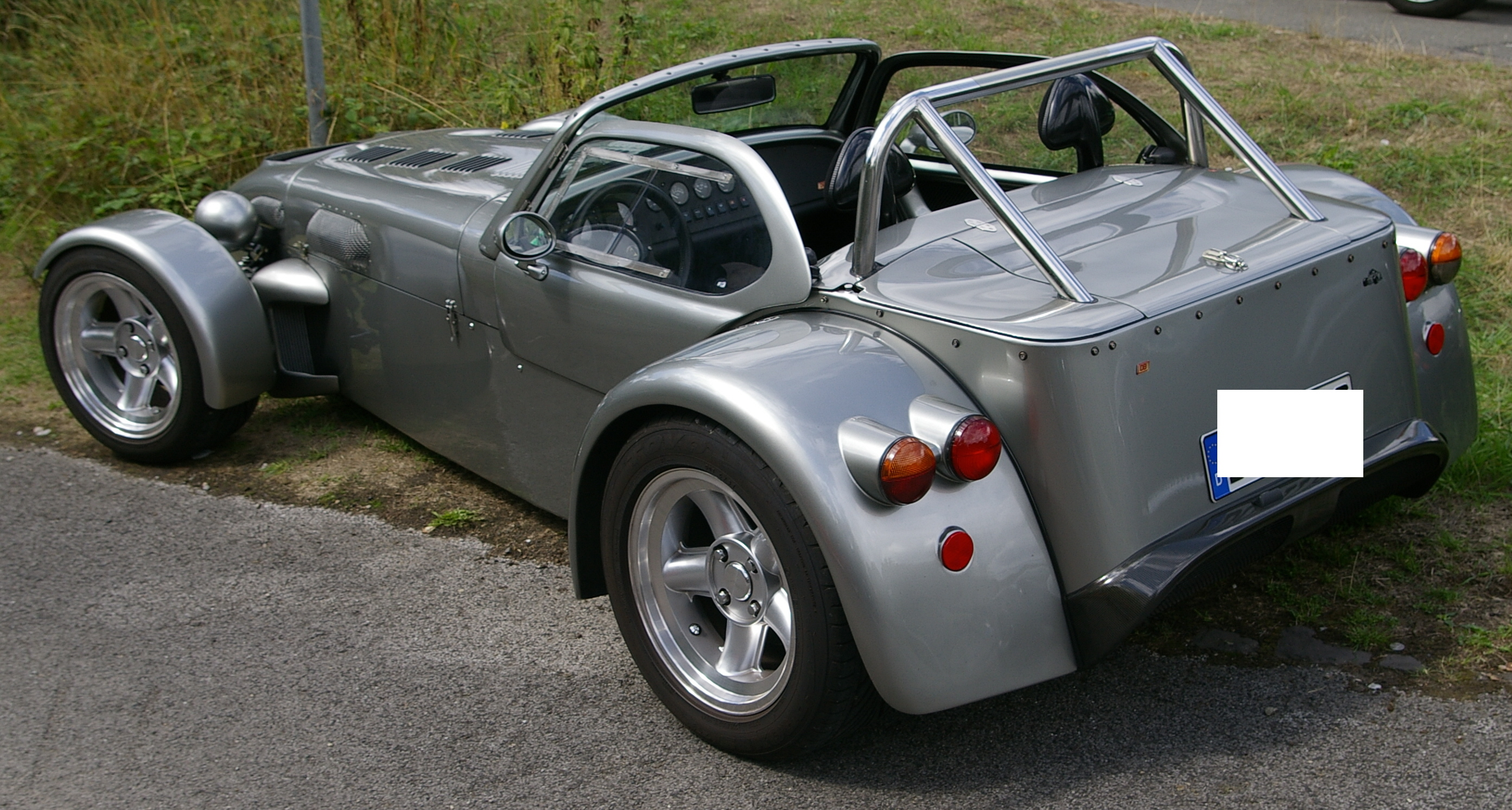
Donkervoort, con motores Audi

Debido al sencillo diseño del Lotus Seven, alrededor de 90 empresas han ofrecido réplicas o imitaciones a lo largo de los años. Esos automóviles a menudo son referidos como "Se7en". Algunos ejemplos son:
- Garbí, fabricado en España por Cobra Cars y con motor Yamaha R-1
- Hispano Alemán Mallorca. Mecánica Seat 1430 y FU (1800). Madrid.
- Marc Nordon Racing Vortx RT, RT+ y RT Super
- Go Sports Cars Velocity y V8 Viento
- Almac, un fabricante de kit cars de Nueva Zelanda
- Dax Cars Ltd
- Deman Motorsport
- Westfield Sportscars
- Stalker V6 Clubman por Brunton Automotive
- Raptor de Tornado Sports Cars
- Donkervoort desde los Países Bajos con motores Audi-Turbo
- HKT de Alemania
- Hauser de Suiza con motores BMW
- Tiger Z100, Tiger R6, Tiger B6 & Tiger Cat E1

## Apariciones en televisión y en videojuegos
- Un Lotus 7 S2 con matrícula KAR 120C, conducido por la estrella Patrick McGoohan fue presentado en la serie de televisión "The Prisoner" en 1967
- Un Lotus 7 aparece como uno de los automóviles robables en Grand Theft Auto: Londres 1969, bajo el nombre "Locust".